# Manzai
Manzai (漫才) er traditionel form for standupcomedy i japansk kultur. Det omfatter typisk to optrædende (manzaishi) - en fornuftig mand (tsukkomi) og en sjov mand (boke) - der udveksler vittigheder i højt tempo. Mange af vittighederne handler om misforståelser, ordspil, sigen forkerte ting som var de rigtige og andre verbale gags.
I nyere tid er manzai ofte blevet associeret med Osaka-regionen, og manzai-komikkere taler ofte med Kansai-dialekt, når de optræder. Den nutidige form for manzai blev introduceret af underholdnings-konglomeratet Yoshimoto Kogyo fra Osaka i slutningen af 1920'erne.

## Historie
Manzai kan spores tilbage til Heian-perioden (794-1185), hvor det var en festlig måde at byde nytåret velkommen. De to manzai-optrædende kom med beskeder fra guderne, og det blev gjort til en standup-rutine, hvor en optrædende stod i en form for modsætning til den anden. Dette mønster eksisterer stadig i rollerne for boke og tsukkomi.
I Edo-perioden (1603-1868) fokuserede stilen i stigende omfang på de humoristiske sider af stand-up. Forskellige regioner udviklede deres egne unikke former for manzai, så som Owari manzai (尾張万歳), Mikawa manzai (三河万歳) og Yamato manzai (大和万歳). Ved begyndelsen af Meiji-perioden (1868-1912) undergik Osaka manzai (大阪万才) ændringer, der gjorde den mere populær end formerne fra den foregående perioden. På den tid blev rakugo (humoristiske fortællinger) dog stadig anset for at være en mere populær form for underholdning.
Ved slutningen af Taishou-perioden (1912-1926) introducerede underholdnings-konglomeratet Yoshimoto Kogyo, der var dannet i 1912, en ny form for manzai, der undlod meget af det festivitas, der havde fulgt med før. Den nye stil viste sig at være succesfuld og spredte sig til hele Japan, herunder Tokyo. Den teknologiske udvikling gjorde samtidig, at manzai hurtigt blev spredt via teater, radio og med tiden også tv og videospil.

## Etymologi
Kanjierne for manzai er blevet skrevet på flere forskellige måder i tidens løb. Det blev oprindeligt skrevet 萬歳 (bogst. ti tusind år eller banzai, nærmest "langt liv"), med brug af 萬 i stedet for den alternative form, 万, og den simplere form 才 for 歳 (der også kan bruges til at skrive et ord, der betyder talent eller evne). Med Osaka manzai blev der på ny ændret kanji, idet den første kanji blev ændret til 漫.

## Boke og tsukkomi
Rolletyperne boke (den sjove mand) og tsukkomi (den fonuftige mand) er meget vigtige dele af manzai. På dansk kan de sammenlignes med klovnetyperne dummepeter og den hvide klovn.  (ボケ Boke) kommer fra verbet  (惚ける/呆ける bokeru) , der betyder senilitet eller tomhjernehed, hvilket afspejles i bokens tendens til at misforstå og glemme. Ordet tsukkomi (突っ込み) refererer til den anden komikkers rolle med at "bryde ind" og rette bokens fejl. Ved optræden er det almindeligt, at tsukkomi belærer boke og slår vedkommende i hovedet med et hurtigt slag. En traditionel manzai-rekvisit, der ofte bruges til det formål er en foldet papirvifte kaldet harisen (張り扇). En anden traditionel manzai-rekvisit er er en lille tromme, der som regel bæres og bruges af boke. En japansk bambus- og papirparaply er også en typisk rekvisit.
Konceptet med tsukkomi og boke forekommer også i andre former for japansk underholdning, om end ikke nødvendigvis nøjagtig som i manzai. Et eksempel på det kan være manga- og animeserien Kill Me Baby, hvor mange historier følger et princip, hvor den temperamentsfulde Sonya fungerer som tsukkomi i modsætning til Yasuna, der altid har nye dumme ideer og derved fungerer som boke.